# Girona FC
Girona Futbol Club, S.A.D. ali preprosto Girona je španski nogometni klub iz Girone v Kataloniji. Ustanovljen je bil 23. julija 1930 in aktualno igra v elitni španski ligi.
Girona je večino svoje zgodovine odigrala v nižjih ligah; od tega 3 sezone v regionalnih ligah, 44 sezon v 3. ligi, 13 sezon v 2. ligi B in 21 sezon v 2. ligi. Po sezoni 2016/17 pa je klub napredoval v La Ligo, po tem, ko je sezono zaključil kot podprvak 2. lige. V sezoni 2017/18 se je Girona izkazala kot resen tekmec v La Ligi, saj je bil eden Gironinih zgodovinskih mejnikov zmaga nad Real Madridom, 29. oktobra 2017. Isto sezono je zaključila na odličnem 10. mestu. Naslednjo sezono pa je, kljub solidni predstavi, v zadnjih treh krogih padla na 18. mesto, katero jo je po koncu sezone delegiralo v 2. ligo. V novi sezoni igranja v 2. ligi je po koncu sezone zasedla 5. mesto, katero jo je vodilo v dodatne kvalifikacije za La Ligo, kjer je najprej v skupnem seštevku 3-1 premagala Almerío, a nato izgubila v skupnem seštevku 1-0 proti Elcheju.
Domači stadion Girone je Estadi Montilivi, ki sprejme 13.500 gledalcev. Barvi dresov sta rdeča in bela. Nadimka nogometašev Girone sta Blanquivermell ("Beli in Rdeči") in Gironistes.